# Воронівська сільська рада (Вітебський район)
55°8′57″ пн. ш. 30°23′42″ сх. д. / 55.14917° пн. ш. 30.39500° сх. д.
Воро́новська сільська́ ра́да (біл. Варо́наўскі сельсавет) — адміністративно-територіальна одиниця у складі Вітебського району, Вітебської області Білорусі. Адміністративний центр сільської ради — агромістечко Ворони.

## Розташування
Воронівська сільська рада розташована на півночі Білорусі, на сході Вітебської області, на південний схід від обласного та районного центру Вітебськ.
Найбільша річка, яка протікає територією сільради, із півночі на південь — Лососіна (30 км), ліва притока Суходровки (басейн Західної Двіни). Найбільші озера, які розташовані на її території — Островіте (0,38 км²) та Полонське (0,35 км²).

## Склад сільської ради
До складу Воронівської сільської ради входить 13 населених пунктів:
- Ворони — агромістечко.
- Берники — село.
- Дрюкове — село.
- Єреміне — село.
- Ковалеве — село.
- Лучинівка — село.
- Обухове — село.
- Остряне — село.
- Піддуб'є — село.
- Поляї — село.
- Пушкарі — село.
- Раніне — село.
- Тишкове — село.